# Eugenio Pino
Eugenio Pino Sánchez (Madrid, 1952) es un comisario de la Policía Nacional, actualmente jubilado, que fue Director Adjunto Operativo de la Policía (DAO) entre los años 2012 y 2016.

## Biografía
Pino ingresó en la Policía en julio del año 1974 y llegó a comisario principal, el más alto cargo dentro de la policía, en junio de 2008.
A lo largo de su carrera ha desempeñado funciones en la división de personal, analista en la Comisaría General de Información y jefe de las Unidades de Intervención Policial (antidisturbios) entre los años 1997 y 2005. En el año 2005 fue destinado como comisario jefe a la Comisaría de Huesca. Siendo relevado por el comisario Antonio Placer y posteriormente por el comisario Enrique Pamiés, principal condenado por el Caso Faisán, al que Eugenio Pino obligó a pedir un cambio de destino cuando se destapó este caso y lo sustituyó por su amigo, el comisario Fernando Pascual, al que quiso premiar, según un diario, con este cargo.

## Escándalos
Durante los cuatro años en que fue el número 2 del cuerpo policial, las acciones de Eugenio Pino han estado rodeadas de polémica.
Fue el organizador de la conocida como policía patriótica, de la Operación Cataluña y de las conocidas como cloacas del Estado. El Tribunal Supremo confirmó su condena a un año de prisión como responsable de un delito de revelación de secretos por sustraer de “forma ilícita” datos de Jordi Pujol Ferrusola, hijo del expresidente catalán Jordi Pujol, y por tratar de introducirlos en causas judiciales para perjudicar al clan familiar.
Ha sido salpicado en la causa por la que se investiga al excomisario José Manuel Villarejo.
Asuntos Internos de la Policía Nacional ha detectado que Pino tuvo conocimiento y autorizó la conocida como Operación Kitchen.
Pino y Villarejo robaron pruebas que vinculaban al marido de la entonces ministra Mª D. Cospedal.
En unos audios de una conversación entre Villarejo, el periodista Antonio García Ferreras y el empresario Mauricio Casals; el comisario jubilado Villarejo declaró que Pino fue el origen de la información publicada en Okdiario sobre la existencia de una cuenta a nombre de Pablo Iglesias en Islas Granadinas.

## Guerra de comisarios
Bajo su mandato se desarrolló la conocida como «guerra de los comisarios», entre los que estarían implicados los comisarios José Manuel Villarejo y Marcelino Martín-Blas.